# الآراء الدينية لوليم شكسبير
الآراء الدينية لوليم شكسبير هي موضوع نقاش علمي مستمر يعود تاريخه إلى أكثر من 150 عامًا. الافتراض العام حول الانتماء الديني لوليام شكسبير هو أنه كان عضوًا مطابقًا للكنيسة البريطانية القائمة. ومع ذلك، فقد تكهن العديد من العلماء حول معتقداته الدينية الشخصية، بناءً على تحليل السجل التاريخي وعمله المنشور، مع ادعاءات بأن عائلة شكسبير ربما كانت متعاطفة مع الكاثوليكية وأنه هو نفسه كاثوليكي سري.

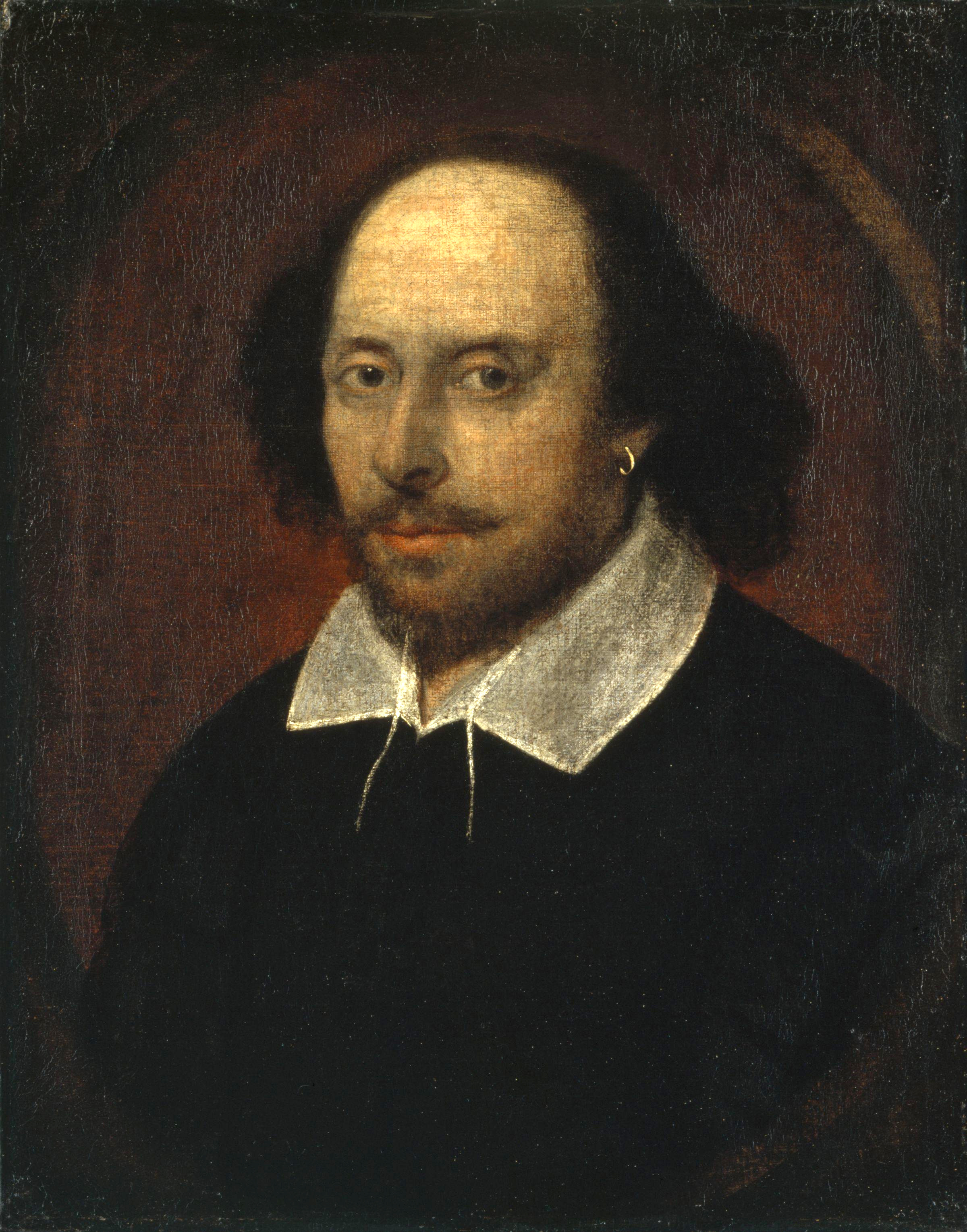
'لوحة شاندوس'، رسمة لوليم شكسبير. كانت هذه الصورة أوَّل لوحة يحصل عليها معرض اللوحات الوطني سنة 1856م.

## الانتماء الديني المعروف لشكسبير
كان شكسبير وعائلته أعضاء مباشرين في كنيسة إنجلترا. عندما كان شكسبير صغيرًا، انتخب والده، جون شكسبير، في العديد من المكاتب البلدية، حيث كان يعمل كعضو مجلس محلي وتوج بفترة كرئيس قضاة مجلس المدينة، كانت كل هذه المناصب تتطلب أن يكون عضوًا في الكنيسة وفي وضع جيد، وشارك والده في عدة أعمال لصالح الكاثوليكية حيث عمل على تحسين الصور الكاثوليكية في كنيسة نقابة الصليب المقدس وإزالة الشاشة الخلفية في القرن الخامس عشر.
إدخلت معمودية شكسبير وإخوته في سجل كنيسة الرعية، وكذلك أبنائه الثلاثة. شقيقه إدموند، الذي تبعه إلى لندن كممثل وتوفي هناك، دُفن في ساوثوارك «بدق ناقوس الجرس العظيم»، على الأرجح دفع ثمنه الشاعر. بصفته مؤيدًا لعشور الرعية في ستراتفورد، كان عميدًا للكنيسة. دفن هو وزوجته في مذبح الكنيسة، ووضع نصب تذكاري يتضمن نصف تمثال نصفي للشاعر في الجدار الشمالي للمذبح.
فشل شكسبير مرتين في دفع ضرائبه لأبرشية سانت هيلين، بيشوبسغيت، لندن، حيث إدرج اسمه في عام 1596/7، لم يكن من بين الأشخاص الموضوعين في القوائم السنوية لسكان أبرشية كلينك والذي جمعهم الضباط الذين قاموا بجولات من أجل عيد الفصح، كان الدفع إلزاميًا لهم". شرح المؤرخ والتر جودفري، الذي يشير إلى أن تقصير الكاتب المسرحي في Bishopsgate كان ببساطة لأنه انتقل إلى أبرشية كلينك في نهاية ذلك العام، حيث جمعت الضرائب من قبل مالك الأرض (أسقف وينشستر) وليس مسؤولي الرعية.

## تعليم شكسبير
كان أربعة من ستة مدراء في مدرسة كينجز الجديدة في ستراتفورد (مدرسة القواعد) في مرحلة الشباب لشكسبير، من المتعاطفين الكاثوليكيين، وسيمون هانت، الذي ربما كان أحد معلمي شكسبير، أصبح فيما بعد كاهنًا يسوعيًا. كان توماس جينكينز، الذي خَلَفَ هانت كمدرس في مدرسة القواعد، طالبًا في إدموند كامبيون في كلية سانت جون، أكسفورد. كان خليفة جينكينز في مدرسة القواعد عام 1579، جون كوتام، شقيق القس اليسوعي توماس كوتام.

## سنوات الضياع (1585–1592)
أفاد جون أوبري في عام 1693 أن شكسبير كان مديرًا لمدرسة ريفية، حكاية تضاعفت في القرن العشرين مع النظرية القائلة بأن رب عمله كان شخص يُدعى ألكسندر هوجتون من لانكشر، مالك أرض كاثوليكي بارز ترك المال في إرادته لشخص معين يُدعى «ويليام شكيشافت». كان جد شكسبير ريتشارد قد استخدم مرة واحدة اسم شكيشافت. يضيف بيتر أكرويد أن فحوصات الملاحظات الهامشية في نسخة عائلة هوجتون من سجلات إدوارد هول هي مصدر مهم لتاريخ شكسبير المبكر و«تشير إلى احتمال أن شكسبير وشكيشافت كانا نفس الرجل، ولكن لم يتم التثبت من ذلك بأي حال.»

## التعاطف الكاثوليكي

### احتمال الزواج الكاثوليكي
ربما تزوج شكسبير من آن هاثاواي عام 1582 من قبل جون فريث، من بين المرشحين الآخرين، في بلدة تمبل جرافتون على بعد أميال قليلة من ستراتفورد. في عام 1586، سمي التاج فريث، الذي حافظ على مظهر البروتستانتية، ككاهن كاثوليكي. يعتقد البعض أن شكسبير تزوج في معبد جرافتون بدلاً من الكنيسة الأنجليكانية في ستراتفورد من أجل أن يتم حفل زفافه باعتباره سرًا كاثوليكيًا. وكان يعتقد أنه عجل بمراسم زواجه، حيث كانت آن حامل في شهرها الثالث.